# Volframborid
Volframborid är en kemisk förening av volfram och bor som finns i flera former. Användningsområdet är bland annat slipskivor.
Smälttemperatur för W2B, δ-WB och WB2 är 2 670 °C, 2 665 °C och 2 365 °C respektive. Uppgifter finns även om en smälttemperatur på 2 930 °C för vissa volframboridföreningar.